# نادي فلسطين الرياضي
نادي فلسطين الرياضي ويُعرف اختصارًا بـPSC، هو نادٍ رياضي فلسطيني تأسس عام 1972، ويقع مقره في مدينة غزة. يُعد من أقدم الأندية في قطاع غزة، وينشط بشكل رئيسي في مجال كرة القدم. يرأس النادي حاليًا أحمد الشامي، ويشارك في دوري الدرجة الثانية في قطاع غزة.

## التاريخ والبطولات
تأسس نادي فلسطين الرياضي عام 1972، وكان من الأندية الرائدة في قطاع غزة. في بداية تسعينيات القرن الماضي، حقق الفريق بطولتين متتاليتين عُرفتا باسم "البطولة التنشيطية"، وهي بطولات محلية كانت تُقام على مستوى أندية القطاع.

### تأسيس النادي
تأسس نادي فلسطين الرياضي في بداية التسعينيات من القرن العشرين في قطاع غزة، على يد مجموعة من الرياضيين البارزين الذين كانوا سابقًا أعضاءً في نادي غزة الرياضي. من بين المؤسسين الرئيسيين: إسماعيل المصري، غسان بلعاوي، ناجي عجور، رزق خيرة، ووليد النزلي.
وقد كان اللواء أحمد العفيفي أول رئيس للنادي، وهو أيضًا كان يشغل منصب رئيس اتحاد كرة القدم الفلسطيني حتى عام 2007، مما ساهم في تعزيز مكانة النادي على الصعيدين الرياضي والإداري في فلسطين.

### الأداء في البطولات المحلية والدولية
لم يحقق نادي فلسطين الرياضي حتى الآن توفيقًا ملموسًا في المنافسة على المستويين الدولي والمحلي الرفيع. فالنادي لم يتمكن من الصعود إلى الدوري الفلسطيني الممتاز لقطاع غزة، وهو أعلى مستويات الدوري الوطني، كما لم يشارك في أي بطولات دولية رسمية. تواجه الفرق الرياضية في قطاع غزة تحديات عدة على صعيد البنية التحتية، والموارد المالية، والظروف السياسية، مما يؤثر على قدرة الأندية، ومنها نادي فلسطين الرياضي، في المنافسة بقوة على هذه المستويات. رغم ذلك، يواصل النادي جهوده في تطوير فريقه وتعزيز حضوره المحلي في دوري الدرجة الثانية، مع تطلعات للمستقبل في تحقيق نتائج أفضل.